# Zeche Rettelstrucker Stolln
Die Zeche Rettelstrucker Stolln in Essen-Holsterhausen ist ein ehemaliges Steinkohlenbergwerk. Das Bergwerk war auch unter den Namen Zeche Rettelstrücker Stolln und Zeche Rettelstruck bekannt.

## Bergwerksgeschichte
Im Jahr 1748 wurde die erste Mutung für ein Feld, welches im Bereich des Mühlenbachtales lag, eingelegt. Im Jahr 1809 wurde mit der Auffahrung eines Stollens begonnen. Das Stollenmundloch befand sich an der heutigen Straße Achenbachhang. Die Auffahrung des Stollens wurde im Jahr 1812 weiter geführt. Ab dem Jahr 1815 war das Bergwerk für mehrere Jahre außer Betrieb. Ab August 1832 wurde der Stollen zunächst aufgeräumt, in den folgenden Monaten wurde mit dem Abbau begonnen. Im Jahr 1833 erfolgte die Verleihung der Abbauberechtigung. Im Jahr 1840 war der tonnlägige Schacht Dohm in Förderung. Der Schacht befand sich im Bereich des Holsterhauser Platzes. Vermutlich wurde in diesem Bereich auch Unterwerksbau betrieben. Der Schacht war über Tage an die Pferdebahn der Zeche Hobeisen angeschlossen. Außerdem wurde zu dieser Zeit der Schacht Dettloff genutzt. Ab Ende März des Jahres 1841 wurde das Bergwerk in Fristen gelegt. Am 11. Februar des darauffolgenden Jahres wurde das Bergwerk wieder in Betrieb genommen. Im Jahr 1846 war das Bergwerk noch in Betrieb, danach wurde das Bergwerk nicht mehr in den Unterlagen genannt. Im Jahr 1856 konsolidierte die Zeche Rettelstrucker Stolln mit weiteren Bergwerken zur Zeche Humboldt.

## Förderung und Belegschaft
Die ersten Förder- und Belegschaftszahlen des Bergwerks stammen aus dem Jahr 1832. In diesem Jahr waren zwölf Bergleute auf dem Bergwerk beschäftigt, die eine Förderung von 4286 Scheffeln Steinkohle erbrachten. Im Jahr 1836 wurde eine Förderung von 2454 ⅞ preußische Tonnen erbracht. Im Jahr 1840 lag die Förderung bei 11.192 ½ preußischen Tonnen Steinkohle. Die letzten Förderzahlen stammen aus dem Jahr 1842, in diesem Jahr wurden 11.166 preußische Tonnen Steinkohle gefördert.